# Leptosynapta roxtona
Leptosynapta roxtona är en sjögurkeart som beskrevs av Heding 1928. Leptosynapta roxtona ingår i släktet Leptosynapta och familjen masksjögurkor. Inga underarter finns listade i Catalogue of Life.